# Ignacio Maria de Acosta
Ignacio Maria de Acosta (Havana, 1814 — 1871)
Foi um poeta cubano, autor de “Delírios del corazòn” e de uma descrição histórico-geográfíca de Cuba, em verso, que foi escolhida como texto oficial nas escolas públicas.